# Dobrowa (Wald)
Die Dobrowa ist ein Waldgebiet südlich von Völkermarkt im Klagenfurter Becken, Kärnten, Österreich.

## Geomorphologie / Böden
Beckenlage mit Lockersedimentfüllung (Moränen, fluvioglaziale Schotter).
Seicht bis mittelgründige Braunerden, im Süden der dobrova befinden sich auch umgelagerte Braunlehme.
Eine mäßige Rohhumusauflage (5–7 cm) liegt auf sehr mächtigem mineralischem Humushorizont.
Der Boden ist günstiger als die derzeitige Zustandsform der Bestände vermuten lässt.

## Klima
Das Klima dieses inneralpinen Beckens ist charakterisiert durch kalte Winter (Inversionslage) und heiße Sommer.
Das Jännermittel liegt bei −4,8 °C, das Julimittel bei 17,8 °C, die Jahresmitteltemperatur bei 7,4 °C (gemessen in St. Michael ob Bleiburg, 1951–1990)
Die Niederschlagsverteilung (950 mm) zeigt ebenfalls ein Maximum im Sommer, beachtliche Regenfälle im Herbst zeigen den mediterranen Einfluss.

## Besitzverhältnisse
Überwiegend Kleinbesitz (88 %) in Streulage, Riemenparzellen mit einer durchschnittlichen Größe von 0,5 bis 1 ha.

## Waldgesellschaften
a.) aktuell: sekundäre Waldkiefer- und Fichtenwälder über Heidelbeer-Preiselbeertyp mit reichlich Calluna, Lycopodium complanatum und Adlerfarn.
b.) potentiell: Stieleichen-Mischwald mit Hainbuche, Linde und Fichte; Buche wegen Frostlage nur untergeordnet.

## Bewirtschaftung
Bisher wurden nur selten Pflegeeingriffe im Dickungs- und Stangenholzalter durchgeführt.
Dadurch entstanden frühzeitige Verlichtungen und Qualitätsmängel.
Der historische Wechsel von den primären sommergrünen Laubmischwäldern zu Kiefernwäldern ging einher mit der Versauerung und dem Verlust von Nährstoffen, verursacht durch historische Landnutzung über mehrere Jahrhunderte. Bedeutend waren periodische
Streunutzung, Waldweide und unkontrollierte Entnahme von Biomasse.

## Forstschutzsituation
Sowohl immer wieder katastrophenartig auftretende Schäden durch Sturm und Schnee
als auch periodisch auftretende Pilzkrankheiten und Schadinsekten bedrohen die Bestockung.
Koordinaten: 46° 40′ 39″ N, 14° 39′ 21″ O